# Любчо Гроздев
Любчо Христов Гроздев (на македонска литературна норма: Љупчо Гроздев) е лекар, професор и политик от Социалистическа република Македония.

## Биография
Роден е на 25 май 1930 година в град Щип. През 1955 година завършва Медицинския факултет в Скопие. През 1968 година специализира патоанатомия. Насочва се професионално към медицински центрове в Югославия и САЩ. Създава Лаборатория за електронна микроскопия към Института за патоанатомия. В областта на интересите му влиза инфекциозната патология. Написва над 200 научни труда. Между 1969 и 1971 година е министър без ресор, отговорен за здравеопазването на СРМ. През 1980 година е редовен професор към Медицинския факултет в Скопие